# Холгейт, Джордан
Джордан Холгейт (англ. Jordan Holgate; род. 2 июня 1997 года, Кейптаун) — южноафриканский регбист, центральный трехчетвертной команды «Джерси Редс».

## Биография
Является выпускником академии «Буллз». В 2016 году на уровне молодежных команд выступал за «Блю Буллс» (11 матчей) в турнире «Карри Кап» (U19) и команду Университета Претории в турнире Varsity Cup (4 матча), с командой университета выиграл Varsity Cup. Сезон 2017 года провел в системе «Уэстерн Форс» (Австралия), где выступал за молодежную и вторую команды. В 2018 году защищал цвета молодежки (до 21 года) «Блю Буллс», Университета Кейптауна (12 матчей). Взрослую карьеру начал в клубе «Боланд Кавальерс». За два сезона сыграл 11 матчей и набрал 15 очков. В конце 2019 года игрок перешёл в российскую команду «Слава». Дебютировал в матче 1-го тура. Первую попытку занес в матче против «Стрелы».

## Семья
Отец — Дейв Холгейт (англ. Dave Holgate, известный крикетист 1980-х годов.